# Faure da Rosa
José de Azevedo Faure da Rosa (Nova Goa, Estado Português da Índia, 1912 – Lisboa, 1985), foi um romancista neo-realista português.

## Biografia
Faure da Rosa nasceu em Nova Goa, onde então se encontrava colocado o seu pai, o militar do exército português José Augusto Faure da Rosa.
Empregado de escritório e contabilista, Faure da Rosa começou a publicar os seus primeiros contos e novelas em 1932, quando contava vinte anos, em jornais e revistas.
Para além dos livros publicados, encontra-se colaboração literária de Faure da Rosa no Notícias Ilustrado, em O Diabo, na Seara Nova, no Magazine Bertrand, na Colóquio/Letras e na Vértice.

## Obras publicadas
- Fuga. Lisboa : Inquérito, 1945.
- Retrato de família. Lisboa : Guimarães, 1952.
- Espelho da Vida. Lisboa : Orion, 1955 (ilustrado por Manuel Ribeiro de Pavia).
- De Profundis. Lisboa : Ulisseia, 1958.
- Escalada. Lisboa : Portugália, 1961.
- A Cidade e a planície: contos e novelas.Lisboa : Portugália, 1962.
- As imagens destruídas. Lisboa : Portugália, 1966.
- O massacre. Lisboa, ed. a., 1972.[3]
- Adágio. Lisboa : Seara Nova, 1974.
- Nós e os outros. Lisboa : Caminho, 1979.

## Homenagens
Na sessão plenária de 24 de janeiro de 1985, a Assembleia da República aprovou, por unanimidade, um voto de pesar pelo falecimento de Faure da Rosa. 

## Espólio literário e pessoal
O espólio literário e pessoal de Faure da Rosa encontra-se no Museu do Neo-Realismo, de Vila Franca de Xira.